# Парша (болезнь человека)

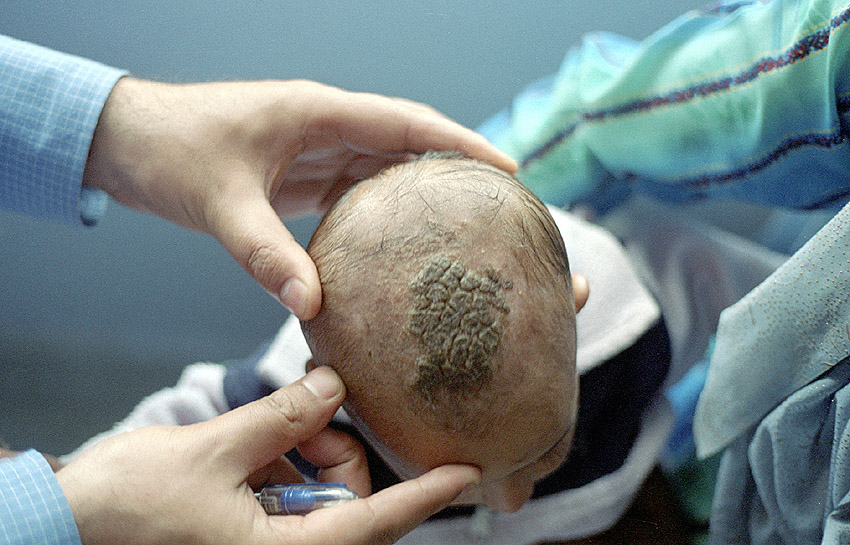
Ребёнок с паршой в Кхара, округ Ахнур, Джамму и Кашмир, Индия

Фа́вус (от лат. favus — соты, по форме корки в виде пчелиных сот), или парша́ — хроническое инфекционное грибковое заболевание  кожи и её придатков, редко внутренних органов, вызываемое у человека Trichophyton schoenleinii и у животных Trichophyton gallinae, Trichophyton quinckeanum.

## У человека

### Эпидемиология
Распространённость повсеместная, обычно в виде семейно-бытовых очагов. В России встречается в единичных случаях. Контагиозность низкая, источник инфекции — больной человек, путь передачи контактный через предметы обихода: расчёски, головные уборы. Заражаются обычно дети от взрослых. Возможно заражение от крыс и мышей. Инкубационный период 14 дней.

### Патогенез
Способствующими факторами являются микротравмы рогового слоя эпидермиса, длительный контакт с заражёнными вещами, снижение иммунной реактивности организма (из-за неполноценного питания, гиповитаминоза и т.д.). Вначале развитие грибка происходит в роговом слое, далее проникает в мальпигиев слой кожи и дерму, фолликул, луковицу и в мозговое вещество волоса. В результате воспалительных и деструктивных процессов в коже и её придатках образуется скутула в виде плотного щитка, содержащая культуру грибка, с последующим рубцеванием. Волосы на месте поражения становятся ломкими, затем выпадают. Может образоваться фавозная гранулёма схожая с туберкулёзной. При развитии онихомикоза, проникает как в толщу ногтя, так и в кожу ногтевого ложа. Может происходить внутрисосудистая диссеминация с током крови.

### Клиника
Проявляется поражением гладкой кожи, волосистых частей тела и реже ногтей (в виде онихомикоза, чаще рук), очень редко сочетанно или с вовлечением в процесс внутренних органов.
Поражение волосистой части головы бывает в виде следующих клинических форм:
- скутулярная
- сквамозная
- импетигинозная
- инфильтративно-нагноительная
- алопециевидная
- гранулёматозная.

Поражения гладкой кожи в формах:
- скутулярная
- эритематосквамозная
- везикулёзная
- гиперкератотическая (поражение ладоней)

Редко, у некоторых больных могут возникнуть фавиды — длительная сыпь аллергического генеза с эритематосквамозными, папулёзными, пустулезными элементами не содержащими грибок.
При редкой генерализованной форме у ослабленных больных в процесс, кроме обширного поражения кожи, могут вовлечься слизистые оболочки (с образованием множественных язв ЖКТ), лимфоузлы, головной мозг, внутренние органы.

### Лечение
Лечение парши проводят гризеофульвином, продолжают его до получения троекратных отрицательных результатов анализов на грибы, проводимых 1 раз в 7 дней. Причем после 1-го отрицательного анализа гризеофульвин принимают через день в течение 2 нед., после 3-го — 1 раз в 3 дня еще в течение 2 нед. 
В последнее время все чаще используют системные антимикотические препараты: тербинафин (ламизил) и итраконазол (орунгал).Волосы в очагах поражения сбривают 1  раз в неделю.
Могут быть использованы дополнительные средства местного действия, такие как шампунь (2% кетоконазола, 2,5% сульфида селена), крема и лосьоны. 

## У животных

### Эпизоотология
Это хронический микоз птиц: куры, реже индейки, утки и дикие птицы (вызывается Trichophyton gallinae); редко у млекопитающих: мышиные, домашние животные (вызывается Trichophyton quinckeanum). Заболевание передаётся через разнообразные инфицированные предметы. В организм возбудитель проникает через повреждения кожи. Возможен энтеральный путь заражения.

### Клиника
Болезнь начинается поражением гребня вблизи клюва и затем распространяется на весь гребень и серёжки. Поражения могут распространяться и на оперённые части головы, затем шеи, иногда они появляются около клоаки. Поражённые участки приобретают белый цвет, отсюда одно из названий заболевания — «белый гребень». Меняется и основание перьев. Может протекать так же с поражением внутренних органов: дыхательных путей, зоба, кишок.
Заболевание млекопитающих характеризуется образованием скутул и выпадением волос на их месте. Поражения возникают обычно на голове, ушных раковинах, конечностях. При поражении когтей они утолщаются, повышается ломкость.